# ديفيد لويد جونستون
ديفيد لويد جونستون (من مواليد 28 يونيو 1941) كاتب ورجل دولة كندي. هو الحاكم العام السابق لكندا، والثامن والعشرين منذ قيام الكونفدرالية الكندية.
ولد جونستون وترعرع في أونتاريو، ودرس هناك قبل الالتحاق بجامعة هارفارد في وقت لاحق بجامعتي كامبردج وكوينز. ثم ذهب للعمل كأستاذ في عدة مؤسسات تعليمية بعد المرحلة الثانوية في كندا، وخدم في نهاية المطاف كإداري وعميد كلية القانون في جامعة ويسترن اونتاريو، ومديرلجامعة مكغيل، ورئيسا لجامعة واترلو. وفي الوقت نفسه، دخل جونستون في عالم السياسة والخدمة العامة، في عام 2010 عين الحاكم العام من قبل اليزابيث الثانية، ملكة كندا، بناء على توصية من رئيس وزراء كندا ستيفن هاربر، ليحل محل ميكائيل جان والوالي.
ولد جونستون في سادبيري بولاية أونتاريو ،لاب (لويد جونستون)، صاحب متجر ادوات، دوروثي ستونهاوس. التحق ب معهد سولت كولجييت قبل أن ينتقل إلى جامعة هارفارد في عام 1959، ليحصل على ليسانس الآداب بدرجة امتياز من هناك عام 1963.
التحق جونستون لاحقا بجامعة كامبريدج، وحصل على ليسانس الحقوق مع مرتبة الشرف في عام 1965، وآخر مع مرتبة الشرف الأولى من جامعة كوينز في عام 1966. جونستون متزوج وله خمس بنات.
المراجع
ديفيد جونستون محامي وأكاديمي والحاكم العام الجديد لكندا..سي بي سي نيوز
ويكي الإنجليزي 

## روابط خارجية
- ديفيد لويد جونستون على موقع مونزينجر (الألمانية)
- ديفيد لويد جونستون على موقع إن إن دي بي (الإنجليزية)